# Luc, Lozère
Luc är en kommun i departementet Lozère i regionen Occitanien i södra Frankrike. Kommunen ligger i kantonen Langogne som tillhör arrondissementet Mende. År 2022 hade Luc 207 invånare.

## Befolkningsutveckling
Antalet invånare i kommunen Luc
| Referens: INSEE |